# 灰背大鼯鼠
灰背大鼯鼠（学名：Petaurista philippensis）也称霜背大鼯鼠、印度大飛鼠，一种分布于南亚、东南亚以及中国南方等地区的啮齿动物，隶属于松鼠科鼯鼠属。

## 分类地位
灰背大鼯鼠的分类地位比较复杂，尚未完全解决。直到20世纪80年代，一些资料将本种视为棕鼯鼠（Petaurista petaurista）的一个亚种。2005年出版的《世界哺乳动物物种》（Mammal Species of the World）将 grandis, yunanensis, hainana, nigra, rubicundus 和rufipes 都视作本种的亚种。然而随后的研究显示，这些亚种属于不同种类，与本种关系并不亲近，将它们放在一起会造成一个复杂的多系物种。最新的研究成果普遍承认这些亚种属于棕鼯鼠或是独立物种，如台湾的台湾鼯鼠（Petaurista grandis）、海南的海南鼯鼠（Petaurista hainana）和分布于印度东北部、中国中南部、缅甸、老挝北部、越南北部（后三个分布地存疑）的云南鼯鼠（Petaurista yunnanensis）台湾鼯鼠与海南鼯鼠分布区域完全独立，但是云南鼯鼠与本种是同域分布。

## 亚种
目前很多资料仍然将本种分为以下10个亚种：
- Petaurista philippensis subsp. annamensis Thomas, 1914
- Petaurista philippensis subsp. cineraceus (Blyth, 1847)
- Petaurista philippensis subsp. grandis (Swinhoe, 1863)
- Petaurista philippensis subsp. hainana G.M.Allen, 1925
- Petaurista philippensis subsp. lylei Bonhote, 1900
- Petaurista philippensis subsp. mergulus Thomas, 1922
- Petaurista philippensis subsp. nigra Wang, 1981
- Petaurista philippensis subsp. philippensis (Elliot, 1839)
- Petaurista philippensis subsp. rubricundus A.B.Howell, 1927
- Petaurista philippensis subsp. yunanensis (Anderson, 1875)

## 保护
本种于2023年被收录入《有重要生态、科学、社会价值的陆生野生动物名录》。